# Cretoglaresis ovalis
Cretoglaresis ovalis är en skalbaggsart som beskrevs av Nikolajev 2009. Cretoglaresis ovalis ingår i släktet Cretoglaresis och familjen Glaresidae. Inga underarter finns listade i Catalogue of Life.